# Суходіл (потік)
Суходіл (пол. Suchodolski, Suchodół) — гірський потік в Україні, у Рожнятівському районі Івано-Франківської області у Галичині. Лівий доплив Чечви, (басейн Дністра).

## Опис
Довжина річки приблизно 6,10 км, найкоротша відстань між витоком і гирлом — 5,33  км, коефіцієнт звивистості потоку — 1,14 . Формується багатьма безіменними гірськими струмками. Потік тече у гірському масиві Ґорґани.

## Розташування
Бере початок на північно-східних схилах хребта Сехліс (1316,3 м). Тече переважно на північний схід понад горою Сиваківа (1024,4 м), через мішаний ліс і у селі Суходіл впадає у річку Чечву, ліву притоку Лімниці.